# سيبان درة
سيبان‌ درة هي قرية في مقاطعة ساوجبلاغ، إيران. يقدر عدد سكانها بـ 324 نسمة بحسب إحصاء 2016.